# سيريل مندوكي
سيريل مندوكي (من مواليد 21 أغسطس 1991) هو لاعب كرة قدم محترف يلعب كلاعب خط وسط لنادي باريس. ولد في فرنسا، ويلعب لمنتخب مارتينيك الوطني.